# Injerto de piel
El injerto de piel es un tipo de cirugía de injerto que incluye el trasplante de piel. El tejido trasplantado recibe el nombre de injerto de piel.
Los cirujanos utilizan injertos de piel para el tratamiento de:
- heridas extensas o traumatismos
- quemaduras
- áreas de pérdida extendida de piel debido a infecciones como la fascitis necrotizante o la púrpura fulminante[2]
- cirugías específicas que pueden requerir injertos de piel para que se produzca curación; más comúnmente, este es el caso de la extirpación de cánceres de piel

El injerto de piel se realiza con frecuencia después de lesiones graves en las cuales parte de la piel corporal resulta dañada. La extirpación quirúrgica (escisión o desbridamiento) de la piel dañada ocurre inmediatamente después de un injerto de piel. El injerto cumple con dos propósitos: reducir el curso del tratamiento necesario (y el tiempo de estadía en el hospital) y mejorar la función y el aspecto de la zona del cuerpo que recibe el injerto.
Hay dos tipos de injertos de piel:
- El tipo más común consiste en quitar una capa delgada de piel de una parte sana del cuerpo (la sección donante), como si se pelara una papa.
- Un injerto de piel de grosor total implica pellizcar y cortar la piel de la sección donante.

Un injerto de piel de grosor total es más arriesgado con respecto a si el cuerpo aceptará la piel, pero deja solo una cicatriz en forma de línea en la sección donante, similar a la cicatriz de una cesárea. En el caso de los injertos de piel de grosor total, la sección donante con frecuencia sana mucho más rápidamente que la lesión, así como causa menos dolor que un injerto de piel de grosor parcial.

## Usos médicos
Se ha encontrado que dos capas de piel creadas a partir de fuentes animales son útiles para el tratamiento de úlceras venosas de las piernas.

## Clasificación
Los injertos pueden clasificarse por su grosor, fuente o propósito. Respecto a su fuente pueden ser:
- Autólogos: la piel del donante es tomada de un sitio diferente del cuerpo del mismo individuo (también conocido como autoinjerto).
- Isogénicos: los individuos donante y receptor son genéticamente idénticos (p. ej., gemelos monocigóticos, animales de la misma cepa; isoinjertos o sininjertos).
- Alogénicos: el donante y el receptor son de la misma especie (humano → humano, perro → perro; aloinjertos).
- Xenogénicos: el donante y el receptor son de diferentes especies (p. ej., cartílago bovino; piel de cerdo; xenoinjertos o heteroinjertos).
- Prostéticos: el tejido perdido se reemplaza con materiales sintéticos como metal, plástico o cerámica (implantes prostéticos o prótesis).[4]

Los aloinjertos, xenoinjertos e injertos prostéticos se utilizan generalmente como sustitutos temporales de la piel, es decir, como apósitos para las heridas con el objeto de prevenir infecciones y pérdida de líquidos. Necesitan removerse eventualmente cuando el cuerpo comienza a rechazarlos. Los injertos autólogos y algunas formas de aloinjertos tratados pueden dejarse de manera permanente sin que ocurra rechazo. Cerdos modificados genéticamente pueden producir piel equivalente a la de un aloinjerto, y la piel de tilapia se utiliza como un xenoinjerto económico y experimental en lugares donde no se dispone de piel porcina, así como en la medicina veterinaria.
Por su grosor:
Espesor dividido
Un injerto de piel de espesor dividido (STSG por sus iniciales en inglés) es un injerto de piel que incluye la epidermis y parte de la dermis. Su grosor depende del sitio donante y de las necesidades de la persona que recibe el injerto. Puede procesarse a través de un mallador de piel que hace aberturas en el injerto, permitiéndole expandirse hasta nueve veces su tamaño. Los injertos de espesor parcial se utilizan con frecuencia, en tanto pueden cubrir grandes áreas y su tasa de autorrechazo es baja. Se puede obtener tejido del mismo sitio nuevamente después de seis semanas. El sitio donante sana por medio de reepitelización de la dermis y la piel circundante, y requiere apósitos.
Espesor total
Un injerto de piel de espesor total consta de la epidermis y el espesor completo de la dermis. El sitio donante debe suturarse directamente o cubrirse con un injerto de piel de espesor parcial.
Injerto compuesto
Un injerto compuesto es un pequeño injerto que contiene piel y cartílago subyacente u otro tejido. Los sitios donantes incluyen, por ejemplo, piel y cartílago de la oreja para reconstruir defectos del borde alar nasal.

## Selección de donantes
Cuando se toman injertos de otros animales, reciben el nombre de heteroinjertos o xenoinjertos. Por definición, son apósitos biológicos temporales que el cuerpo va a rechazar en cuestión de días o de unas pocas semanas. Son útiles para reducir la concentración bacteriana en heridas abiertas, así como para reducir la pérdida de líquidos.
Para pérdidas de tejido más extensas, puede ser necesario un injerto de piel de espesor total, que incluya todo el espesor de la piel. Esto occure a menudo en el caso de defectos faciales o de la mano, en los que debe reducirse al mínimo la contracción del injerto. La regla general es que cuanto más grueso sea el injerto, menor serán la contracción y la deformidad.
En los procedimientos de autoinjerto epitelial de cultivo celular (CEA) se toman células de la piel de la persona que necesita el injerto para hacer crecer en láminas en el laboratorio células de piel nuevas. Como las células se extraen de la misma persona, no son rechazadas por su sistema inmunológico. Con todo, puesto que estas láminas son increíblemente delgadas (del espesor de apenas unas pocas capas de células), no son resistentes al trauma y la "toma" suele ser menor del 100%. Procedimientos de injerto más recientes combinan el CEA con una matriz dérmica para mayor soporte. Se están investigando las posibilidades de combinar la CEA y una matriz dérmica en un solo producto.
Se están evaluando procedimientos experimentales para víctimas de quemaduras utilizando células madre en solución que se aplican sobre área quemada con una pistola de células cutáneas. Avances recientes[¿cuándo?] han logrado tener éxito en aplicar de las células sin que haya daño.[cita requerida]

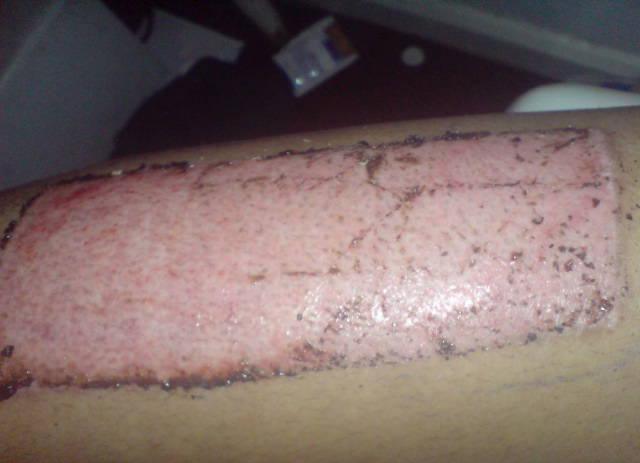
Área donante del injerto de piel dividida 8 días después de que se tomó la piel

A la hora de extraer las delgadas y bien conservadas tiras y cortes de piel del donante, los cirujanos utilizan un instrumento quirúrgico especial llamado dermatoma. Generalmente produce un injerto de piel de espesor dividido, que contiene la epidermis con solo una porción de la dermis. La dermis que queda en el sitio donante contiene folículos pilosos y glándulas sebáceas, los cuales contienen células epidérmicas que proliferan gradualmente hasta formar una nueva capa de epidermis. Puede sentirse extremo dolor en el sitio donante, y es también vulnerable a las infecciones. Existen varias formas de tratar el dolor en el sitio donante, entre las que se incluyen agentes anestésicos subcutáneos, agentes anestésicos tópicos y ciertos tipos de apósitos para heridas.
El injerto se extiende cuidadosamente sobre el área desnuda a cubrir. Para mantenerlo en su sitio se emplean unos cuantos puntos pequeños o grampas quirúrgicas. El injerto se nutre inicialmente por medio de un proceso llamado imbibición plasmática en el que el injerto "bebe plasma". Durante las siguientes 36 horas, vasos sanguíneos nuevos empiezan a crecer desde el área receptora hacia la piel trasplantada en un proceso llamado inosculación capilar. Para evitar que se acumule líquido por debajo del injerto, lo que puede evitar que se fije y revascularice, el injerto con frecuencia se enmalla haciendo cortes cortos e interrumpidos en filas, cada uno de unos pocos milímetros de longitud, y cada fila desplazada media longitud como si fueran ladrillos en una pared. Además de permitir que haya drenaje, esto permite que el injerto se estire y así cubra un área más grande, y también que se aproxime de manera más cercana a los contornos del área receptora. Sin embargo, esto produce una apariencia guijarrosa después de la curación que puede llegar a verse menos agradable estéticamente.
Un recurso cada vez más común tanto para el mantenimiento preoperatorio de la herida como para la curación posoperatoria del injerto es el uso de la terapia de heridas con presión negativa (NPWT). Este sistema funciona colocando una sección de espuma del tamaño apropiado sobre la herida y luego colocando un tubo perforado sobre la espuma. Este arreglo luego se cubre con vendajes. Una unidad de vacío se encarga entonces de crear presión negativa, sellando así los bordes de la herida a la espuma y extrayendo el exceso de sangre y fluidos. Este proceso generalmente ayuda a mantener limpio el sitio del injerto, promueve el desarrollo de nuevos vasos sanguíneos y aumenta las posibilidades de que el injerto se adhiera de manera exitosa. La terapia de presión negativa también se puede utilizar entre el desbridamiento y las operaciones de injerto para ayudar a que una herida infectada se mantenga limpia por un período de tiempo antes de que se aplique la piel nueva. El injerto de piel también puede considerarse un tipo de trasplante de piel.

## Riesgos
Entre los riesgos de la cirugía de injerto de piel se encuentran:
- Sangrado
- Infección
- Pérdida de piel injertada
- Lesión de nervio
- Enfermedad de injerto contra huésped

Es posible que ocurra rechazo en xenoinjertos. Para prevenir esto, la persona que recibe el injerto debe por lo general ser tratada con medicamentos inmunosupresores en el largo plazo.

## Pronóstico
La mayoría de injertos de piel son exitosos, pero en algunos casos los injertos no sanan bien y pueden requerir más injertos. También debe monitorearse el injerto para asegurarse de que haya buena circulación.
El tiempo de recuperación de un injerto de piel puede ser largo. Quienes reciben injertos deben usar prendas de compresión durante varios meses y se encuentran en riesgo de sufrir depresión y ansiedad como consecuencia del dolor crónico y la pérdida de función.

## Historia
El primer injerto de piel se realizó en la India en el siglo I. El injerto de piel es, en el sentido más básico, un trasplante de piel y de, ocasionalmente, otros tipos de tejido subyacente a otro lugar dentro del cuerpo. La técnica de extracción y de trasplante de piel fue descrita por primera vez hace unos 2500 o 3000 años en la Casta de los Azulejos Hindúes, entre quienes el injerto de piel se usaba para reconstruir narices que habían sido amputadas como castigos judiciales. Usos más modernos del injerto de piel aparecieron descritos entre mediados y finales del siglo XIX, incluyendo el uso de Reverdin del injerto de pellizco en 1869,2] el uso por parte de Ollier y Thiersch del injerto de espesor dividido en 1872 y 1886, respectivamente,[3, 4] y el uso por parte de Wolfe y Krause del injerto de espesor total en 1875 y 1893, respectivamente.[5] En la actualidad, el injerto de piel es comúnmente utilizado en cirugía dermatológica.